# Нечто убивает детей (телесериал)
«Нечто убивает детей» (англ. Something Is Killing the Children) — предстоящий американский телесериал в жанре ужасов, основанный на комиксах Something Is Killing the Children Джеймса Тайниона IV. Шоураннерами стали Баран бо Одар и Янтье Фризе. Премьера состоится на стриминговой платформе Netflix.

## Сюжет
Маленький городок терроризируют монстры, которые едят детей. Таинственная молодая женщина по имени Эрика Слотер отправляется на охоту за монстрами.

## Производство
В 2021 году издательство Boom! Studios анонсировало, что Netflix занимается разработкой телесериала по комиксам Something Is Killing the Children. В феврале 2023 года было объявлено, что создатели сериалов «Тьма» и «1899» Янтье Фризе и Баран бо Одар разработают телевизионную адаптацию комиксов после того, как Майк Флэнаган отказался от проекта из-за творческих разногласий.